# Stipa ibarii
Stipa ibarii är en gräsart som beskrevs av Rodolfo Amando Philippi. Stipa ibarii ingår i släktet fjädergrässläktet, och familjen gräs. Inga underarter finns listade i Catalogue of Life.